# Rekowski VII

Herb Rekowski VII

Herb Rekowski VII a

Herb Rekowski VII b

Rekowski VII (Rekowsky, Wrycz-Rekowski, Gynz odmienny, Gynz-Rekowski) – kaszubski herb szlachecki, odmiana herbu Gynz.

## Opis herbu
Herb znany przynajmniej w trzech wariantach. Opisy z wykorzystaniem zasad blazonowania, zaproponowanych przez Alfreda Znamierowskiego:
Rekowski VII (Rekowsky, Wrycz-Rekowski, Gynz odmienny, Gynz-Rekowski): W polu błękitnym u podstawy rak czerwony w prawo, nad którym miecz srebrny pomiędzy półksiężycem złotym w lewo z prawej i dwiema takimiż gwiazdami w słup z lewej. Klejnot: nad hełmem bez korony trzy pióra strusie. Labry błękitne, podbite srebrem.
Rekowski VII a (Rekowsky, Wrycz-Rekowski): Rak jest w lewo, półksiężyc z twarzą, gwiazdy trzy (2 w słup i jedna z lewej), brak klejnotu..
Rekowski VII b (Wrycz-Rekowski): Sama tarcza, barwy nieznane, zamiast półksiężyca gwiazda, zamiast gwiazd półksiężyc w prawo.

## Najwcześniejsze wzmianki
Herb w wariancie podstawowym znany z prac badacza dziejów Rekowskiego-Wotocha, wymienia go teżNowy Siebmacher (jako Rekowski III) oraz Ostrowski (Księga herbowa rodów polskich, jako Rekowski I). Warianty VII a i b pochodzą od Rekowskiego-Wotocha. Ten pierwszy pochodzi z pieczęci Leopolda Gustava Heinricha von Rekowskiego (1810-85), ten drugi z pieczęci Kasimira von Rekowskiego (1713-83), wywodzącego się z Wryczów.

## Rodzina Rekowskich
Rekowski to jedno z najbardziej znanych nazwisk kaszubskich. Pochodzi od wsi Rekowo. Wieś ta była od początku własnością odrębnych rodzin, które przyjmowały następnie wspólne nazwisko odmiejscowe. Wedle dokumentu z 1638, powołującego się na przywilej z 1528, w Rekowie siedziały rody: Wotoch, Stip, Dorzik, Mrozik oraz Fritz (Fritze, Friz). W XVIII-XIX wieku dzielili się na linie: Wantochów (Wotochów), Stypów, Wryczów (Wrycza) i Gynzów (Günz). Herb Rekowski VII to jeden z trzech herbów skojarzonych Rekowskimi bez żadnego przydomka.

## Herbowni
Rekowski (Reckowski, Reckowsky, Rekoskie, Rekowsky) bez drugiego członu nazwiska. Herb ten przypisywano też gałęzi z przydomkiem Gynz (Ginz, Güntz, Günz).
Zarówno Rekowscy bez przydomka jak i z przydomkami, notowani byli z szeregiem innych herbów. Pełna lista w haśle Rekowski.